# 图尔农达日奈
图尔农达日奈（法語：Tournon-d'Agenais，發音：[tuʁnɔ̃ daʒ(ə)nɛ]），法国西南部市镇，位于新阿基坦大区洛特-加龙省，隶属于洛特河畔新城区，其市镇面积为21.26平方公里，2022年1月1日时人口数量为742人，在法国市镇中排名第12,513位（2022年）。
图尔农达日奈位于洛特-加龙省东部，南侧与塔恩-加龙省接壤，多条公路在此交汇。图尔农达日奈因其建于十三世纪的防御工事而闻名，该地于2021年入选“法国最美村庄”。

## 地名来源

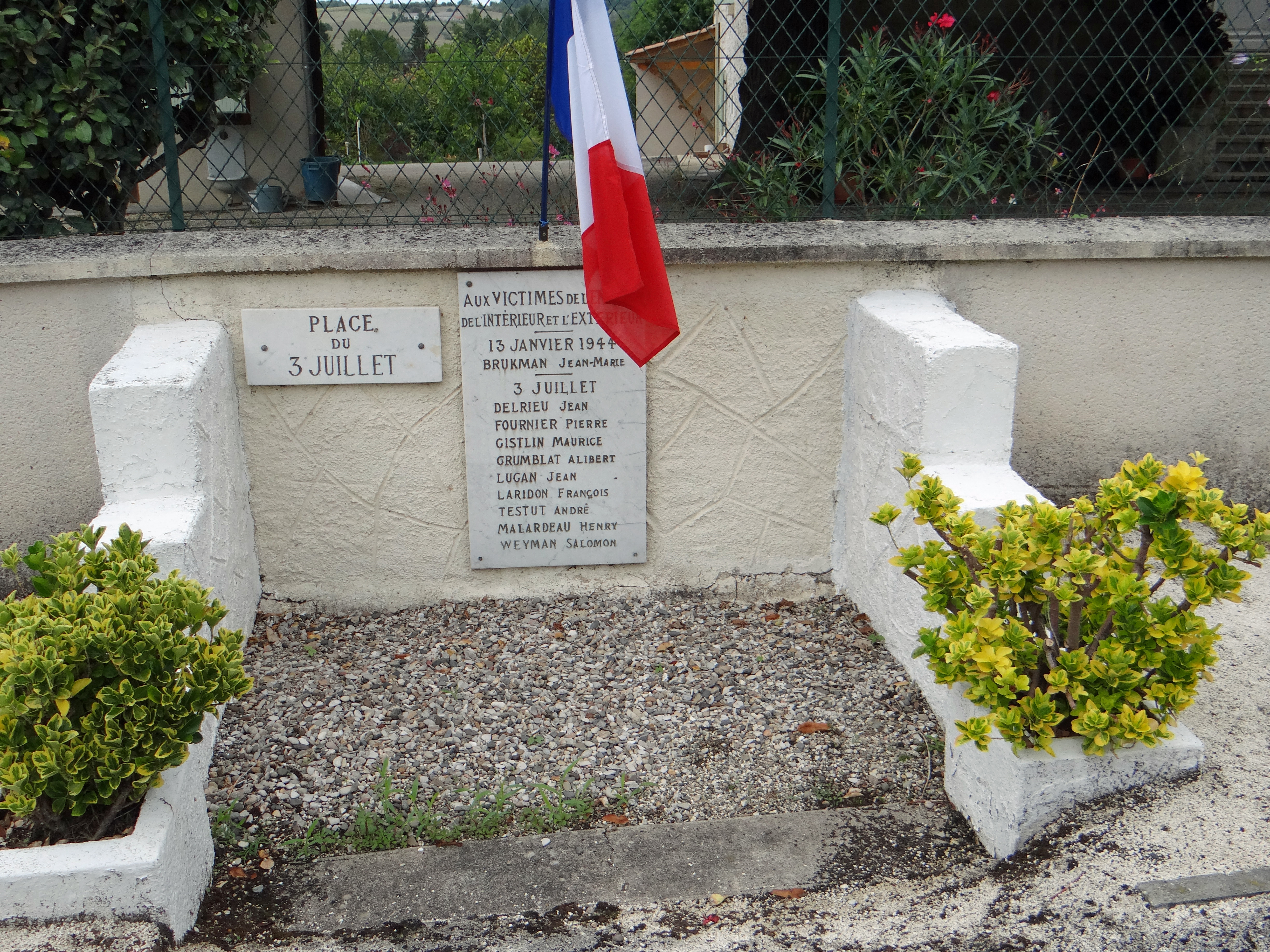
烈士纪念碑

“Tournon”一名的来源及含义尚缺乏官方论述；“-d'Agenais”这一后缀自十九世纪后成为当地官方名称的一部分。法国大革命期间，当地曾被更名为Tournon-la-Montagne。
图尔农达日奈所处区域历史上曾通行加斯科涅方言，该地在奥克语维基百科同名条目以及OpenStreetMap中对应名称的拼写为“Tornon d'Agenés”。

## 历史

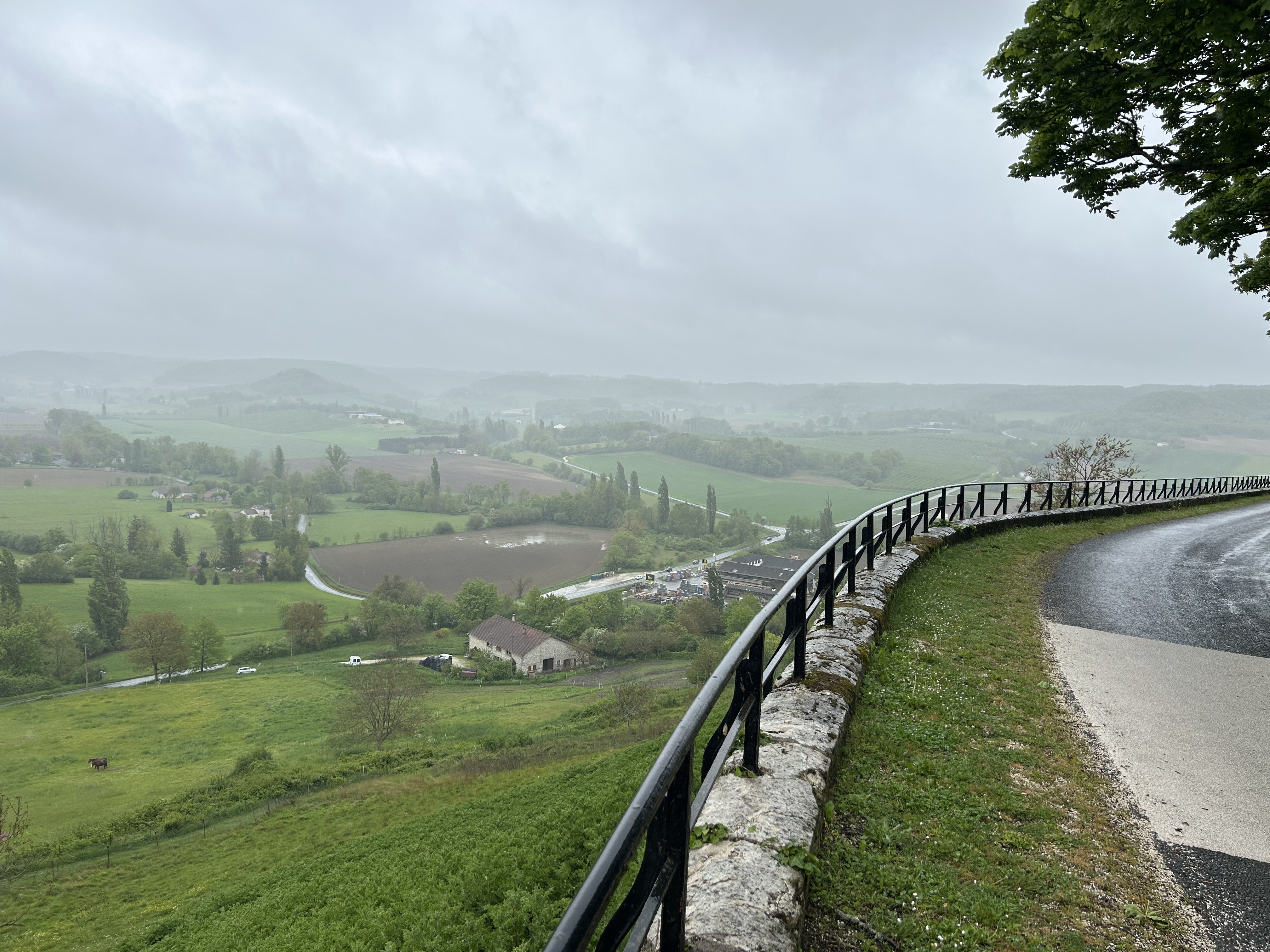
从图尔农达日奈城墙眺望其外侧

图尔农达日奈的早期历史尚不清楚，该地在高卢-罗马时期就已成为一个奥皮杜姆。1212年，蒙福尔的阿莫里六世将图尔农赠予阿让主教。1271年，腓力三世将图尔农开辟为一处皇家巴斯蒂德。1580年，图尔农被新教徒占领，当地的天主教教堂被拆除。十七世纪时，图尔农建成了改革派最小兄弟会堂。法国大革命后，图尔农成为洛特-加龙省的一个市镇，并自1793年起成为同名县的县治。1806年以前，共有十个市镇相继并入图尔农达日奈，其中蒙泰拉勒和圣维特两地于1837年再次独立，昂泰、布尔朗、卡济德罗克、库尔比亚克、马斯基耶尔和泰扎克六个市镇则于1876年重置。第二次世界大战期间，图尔农达日奈被纳粹德军占领，当地九名抵抗运动成员在1944年7月3日的行动中被杀害。2014年，图尔农达日奈县被撤销。2021年，图尔农达日奈入选“法国最美村庄”。

## 地理

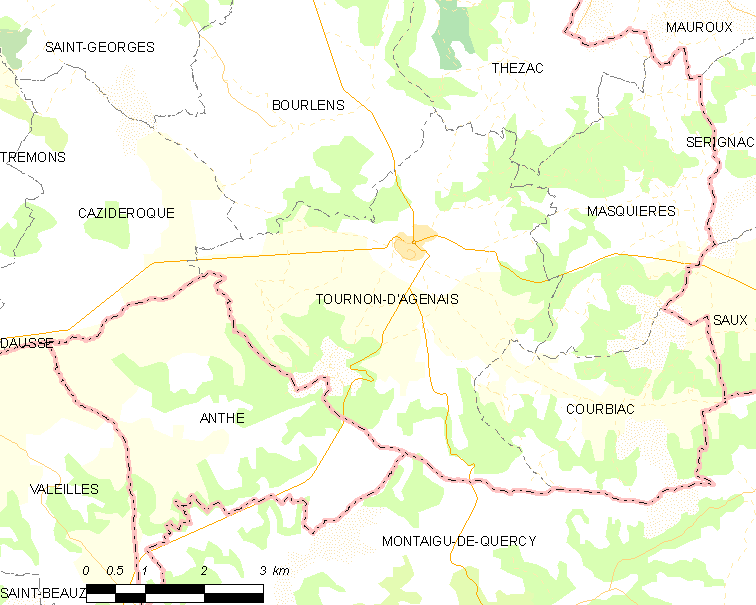
图尔农达日奈市镇范围地图

图尔农达日奈位于法国西南部，新阿基坦大区东部和洛特-加龙省东部，距离省会阿让大约42公里。与图尔农达日奈接壤的市镇包括：昂泰、布尔朗、卡济德罗克、库尔比亚克、马斯基耶尔、凯尔西地区蒙泰居和泰扎克。

### 地形
图尔农达日奈位于阿让地区东部腹地，境内以平原和丘陵为主，多单面山地貌，市镇中心位于一处地势较高的独立台地顶端，其南侧为河谷平原，北侧为丘陵，全境海拔在103到261米之间。

### 水文
图尔农达日奈位于加龙河流域范围内，布杜伊苏河自东向西流经市镇南部，其右岸支流佩里松溪（ruisseau de Périsson）则自东向西流经市镇北部。

### 植被
图尔农达日奈属于温带阔叶混交林区，林地多分布于河流附近及坡地地带，部分区域开辟有葡萄酒种植园。
在鲜花城市的评比中，图尔农达日奈暂未被评级。

### 自然灾害
图尔农达日奈的地震危险度等级为1级，属于极低危险；氡辐射等级为1级，属于低危险。1982至2025年7月间，图尔农达日奈境内共发生14次有记录的自然灾害，其中6次洪涝，5次干旱。

### 气候
图尔农达日奈在柯本气候分类法中属于温带海洋性气候（Cfb）。

## 行政区划
图尔农达日奈的市镇编号为47312，邮政编号为47370。
在行政管理方面，图尔农达日奈隶属于法国新阿基坦大区洛特-加龙省洛特河畔新城区；在地方选举方面，图尔农达日奈隶属于勒菲梅卢瓦县，其市镇范围全境被划入洛特-加龙省第三选区；在社会管理方面，图尔农达日奈是菲梅勒洛特河谷市镇公共社区的组成部分。
截至2025年7月，图尔农达日奈市镇范围内暂无任何安全优先街区及城市政策优先街区。
法国国家统计与经济研究所（简称“INSEE”）在进行数据统计时，未将图尔农达日奈市镇划入任何城市核心区（Unité urbaine）及城市辐射区（Aire d'attraction）。此外，INSEE还将图尔农达日奈市镇整体看作一个“块区”（IRIS），以便于统计人口分布情况。

## 交通

### 公路
洛特-加龙省省道D18线、D102线、D151线、D656线和D661线在图尔农达日奈境内交汇。
2022年，60.4%的图尔农达日奈家庭拥有至少一辆私人汽车。2023年，图尔农达日奈境内共发生各类交通事故1起，造成1人受伤。
| 58 | 51 |

| 阿让 | 43 |

| 卡奥尔 | 44 |

| 洛特河畔新城 | 26 |

### 铁路
距离图尔农达日奈最近的运营中的客运铁路车站为12公里外的蒙桑普龙-利博斯站，该站位于蒙桑普龙-利博斯境内，停靠往返于阿让和佩里格一线的区域列车。

### 航空
图尔农达日奈距离阿让机场的公路里程大约46公里。

### 城市公共交通
截至2025年7月，图尔农达日奈暂无城市公共交通系统。

## 政治

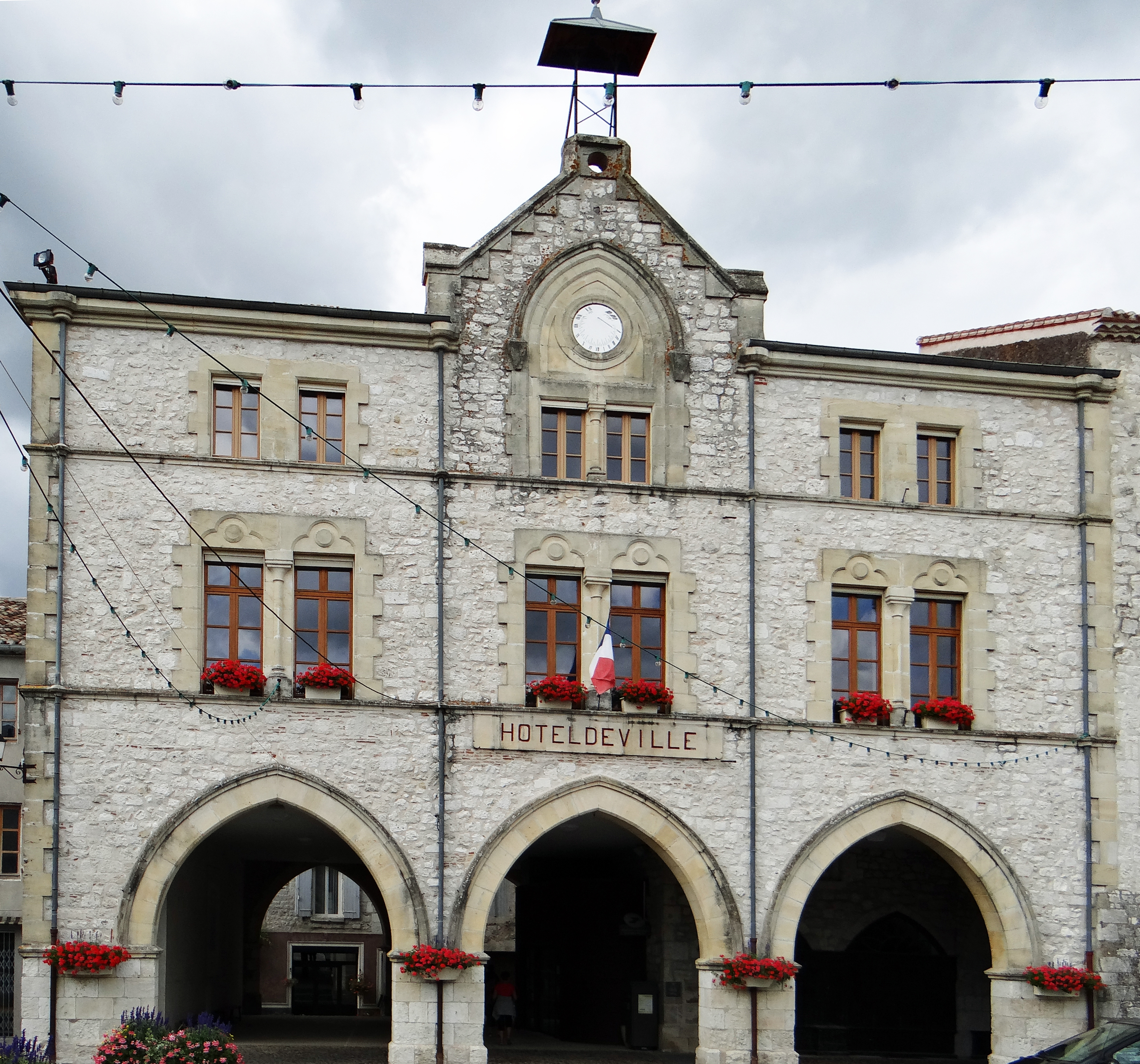
图尔农达日奈市政厅

图尔农达日奈的现任市长为迪迪埃·巴尔萨克先生（Didier BALSAC），他是一名右翼无党派人士，在2020年的市政选举中获得了100%的支持率（无其他候选人）。
在2022年的法国总统大选的第二轮选举中，法国第25任总统埃马纽埃尔·马克龙在图尔农达日奈获得了52.38%的支持率。

## 人口
2022年，图尔农达日奈市镇人口数量为742，在法国排名第12,513位。其中男性325人，女性429人，75岁及以上人口占17.5%，外籍人口数量为74人，人口密度为35人/平方公里，当地居民被称为（男性）或（女性）。2015至2021年间，图尔农达日奈的人口增长率为0.1%。2022年，图尔农达日奈境内出生2人，死亡人口25人。
| 图尔农达日奈1901年－2022年人口变化情况 |
|                                        |
| 数据来源：Cassini、INSEE               |

## 经济
INSEE于2020年图尔农达日奈将划入洛特河畔新城就业区（Zone d'emploi de Villeneuve-sur-Lot），并又于2022年将其划入菲梅勒生活区（Bassin de vie de Fumel）。截至2023年底，图尔农达日奈市镇范围内共有活跃企业45家，其中13.3%的员工总数在9人及以下；按照产业分类，当地一、二、三产业占比分别为13.3%、11.1%和75.5%。（机械维修）、（房地产）及（企业管理）是当地2023年已公布营业额最高的三个企业，分别为597,197欧元、339,622欧元和92,623欧元。

## 财政与居民收入
2023年，图尔农达日奈的财政收入总额为884,350欧元，财政支出总额为796,090欧元，当年的债务总额为1,452,760欧元。2023年，图尔农达日奈市镇通过增值税获得35,620欧元的收入，此外当地还共获得了254,460欧元的国家直接财政补助。
| 图尔农达日奈居民收入情况                                                                           | 图尔农达日奈居民收入情况 | 图尔农达日奈居民收入情况 | 图尔农达日奈居民收入情况 |
| 内容                                                                                               | 图尔农达日奈             | 洛特-加龍省              | 法國                     |
| -------------------------------------------------------------------------------------------------- | ------------------------ | ------------------------ | ------------------------ |
| 居民平均时薪                                                                                       | 不详                     | 14欧元（2022年）         | 17欧元（2022年）         |
| 高级职员人均时薪                                                                                   | 不详                     | 24.2欧元（2022年）       | 29.1欧元（2022年）       |
| 中级职员人均时薪                                                                                   | 不详                     | 15.7欧元（2022年）       | 16.6欧元（2022年）       |
| 普通职员人均时薪                                                                                   | 不详                     | 11.6欧元（2022年）       | 12.1欧元（2022年）       |
| 工人人均时薪                                                                                       | 不详                     | 11.9欧元（2022年）       | 12.5欧元（2022年）       |
| 贫困率                                                                                             | 不详                     | 17.7%（2021年）          | 14.5%（2021年）          |
| 青壮年（15至64岁）失业率                                                                           | 12.2%（2022年）          | 12.4%（2021年）          | 10.4%（2021年）          |
| 家庭总数                                                                                           | 299（2023年）            | 455（2022年）            | 1,160（2022年）          |
| 征税家庭数量占比                                                                                   | 28.7%（2023年）          | 43.7%（2022年）          | 44.8%（2022年）          |
| 家庭年均纳税                                                                                       | 1,590欧元（2023年）      | 2,489欧元（2022年）      | 4,481欧元（2022年）      |
| *注：INSEE未公布2,000人口以下市镇的部分经济数据。 资料来源：INSEE、L'Internaute、Le Journal du Net |                          |                          |                          |

## 社会事务

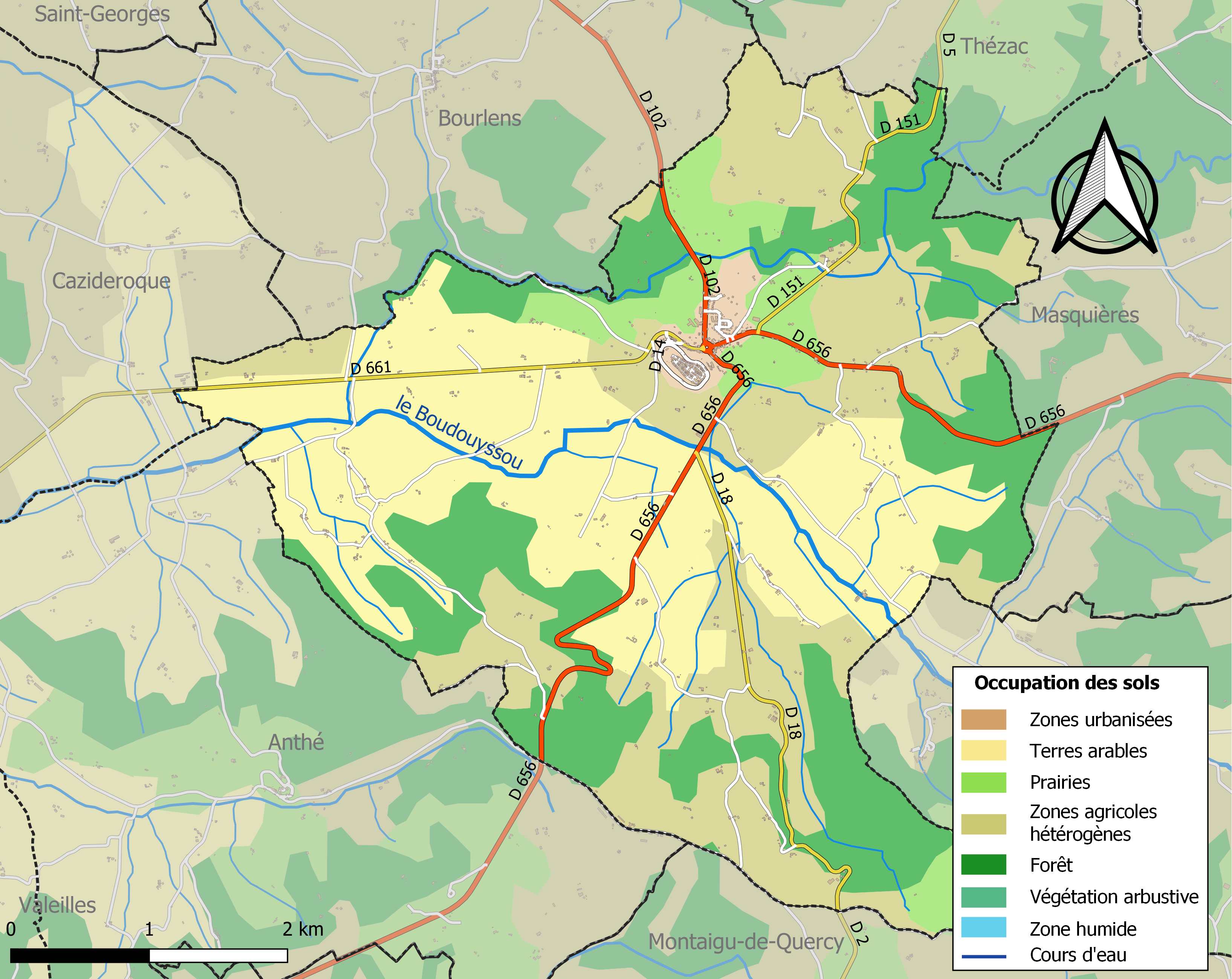
图尔农达日奈土地利用情况地图

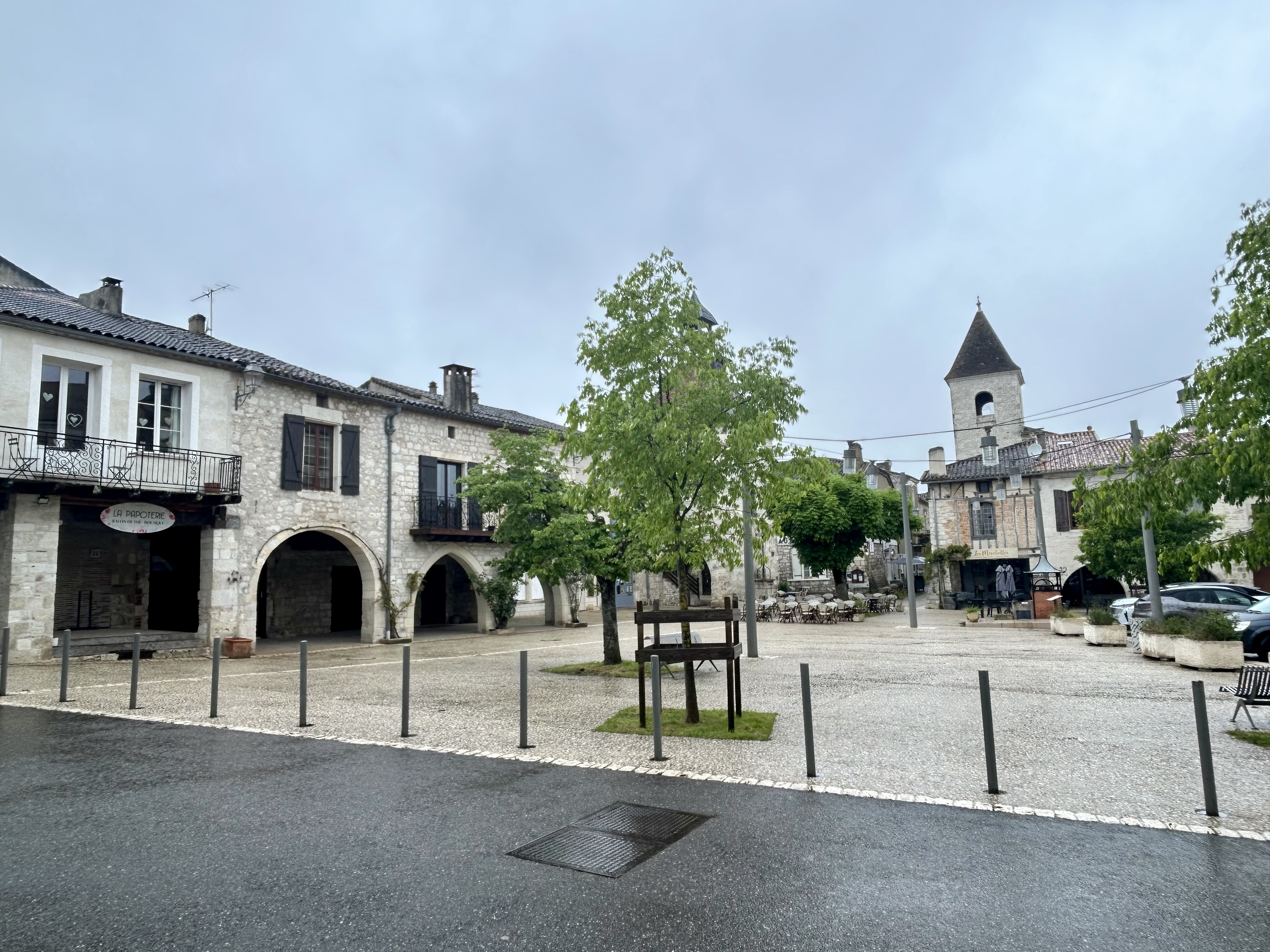
镇中心的中央广场

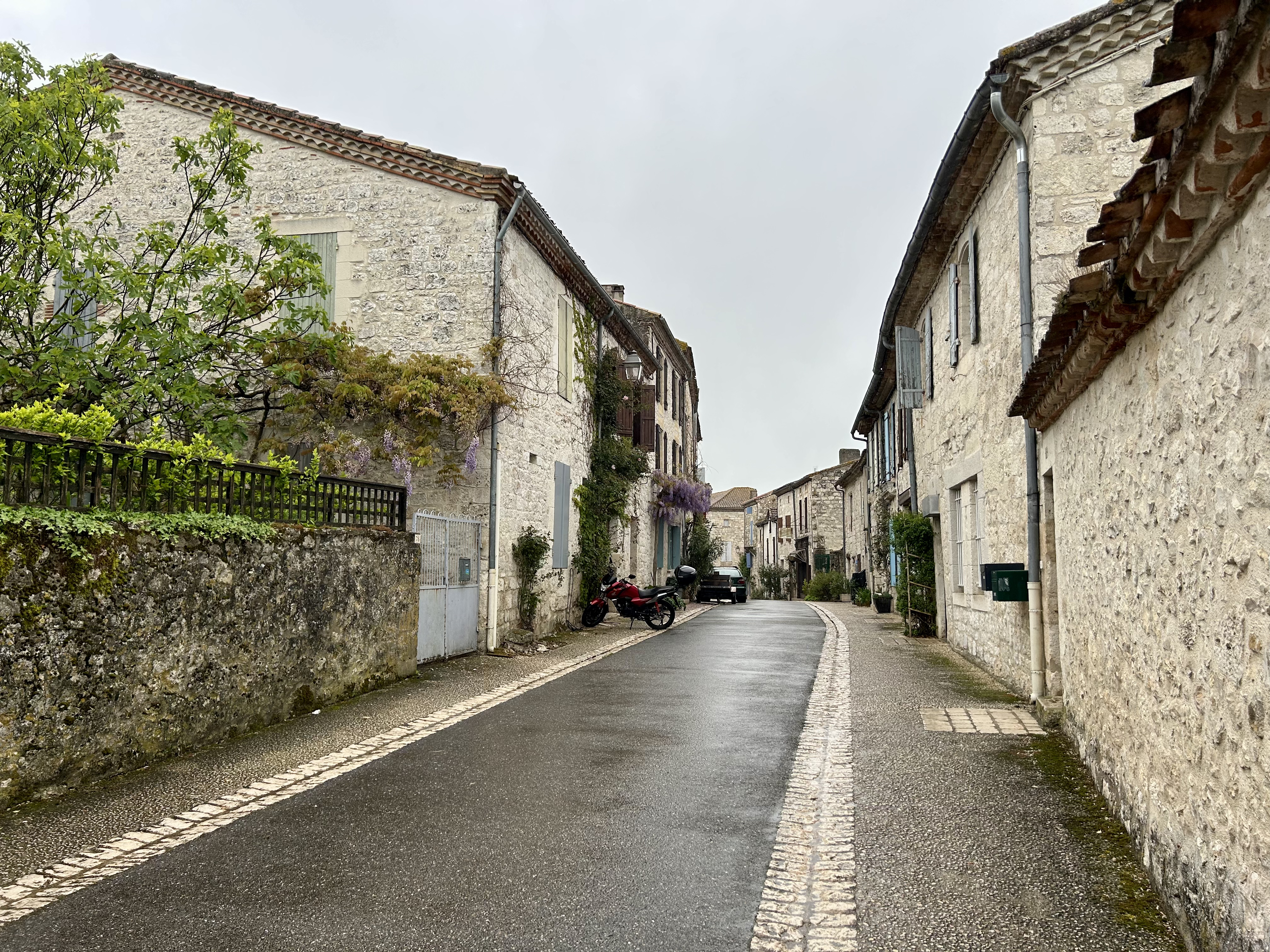
西塔代勒街

### 教育
图尔农达日奈属于波尔多学区。截至2023年1月1日，图尔农达日奈境内共有2所小学。

### 医疗
截至2023年1月1日，图尔农达日奈境内共有全科医生1名、保健师1名、牙医2名、护士3名、药房1家、养老院1家、残疾人帮扶中心2家。
距离图尔农达日奈最近的区域性医疗机构为菲梅勒中心医院（Centre Hospitalier de Fumel），其主病区伊丽莎白·德萨尔诺地方医院（Hôpital Local Elisabeth Désarnauts）位于菲梅勒市区，距离图尔农达日奈市区的正常车程大约16分钟，该院设有床位156个。

### 住房
2022年，图尔农达日奈境内共有各类住房493套，其中83.0%为独立式住宅，11.6%为集中式住宅。常住房屋占图尔农达日奈市镇范围内居民建筑总量的70.4%。2024年，图尔农达日奈的居住税率为13.99%，不动产税率为56.32%（其中空置土地的不动产税率为80.25%）。
在住房保障政策方面，2023年，图尔农达日奈境内共有175户家庭获得了家庭津贴补助，受益人数占总人口数量的23.6%，其中115份为房租补助。

### 商业
2021年，图尔农达日奈境内共有各类实体商铺36家，其中餐厅4家、杂货店1家、面包房1家、肉铺1家、银行门店1家、美容美发店1家、汽车维修店7家。

### 体育
2023年，图尔农达日奈境内共有1家游泳池、1间体育馆、1处网球场以及2处足球或橄榄球场。
截至2025年7月，图尔农达日奈境内暂无任何注册足球俱乐部。

### 环境
图尔农达日奈的环境事务由其所属的菲梅勒洛特河谷市镇公共社区联合各级政府协调负责。2021年，图尔农达日奈境内暂无污染企业。

### 治安
2021年，图尔农达日奈市镇范围内共有1处宪兵队。
2024年，图尔农达日奈市镇范围内累计记录各类案件17起，其中盗窃类案件7起，人身侵犯类案件6起，毒品交易类案件0起。

## 文化

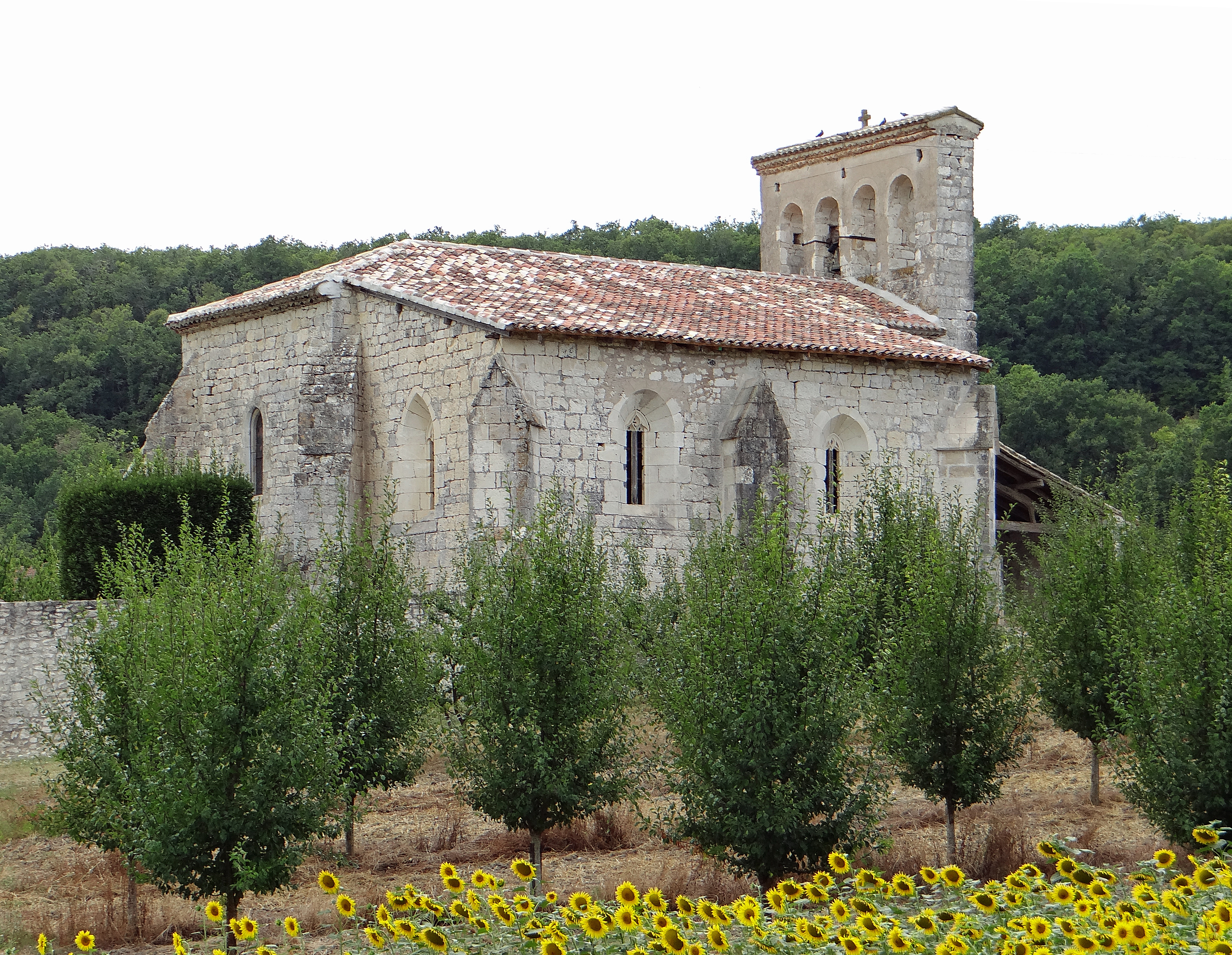
圣安德烈德卡拉拜斯教堂

2021年，图尔农达日奈境内暂无任何文化设施。图尔农达日奈境内建有市政图书馆（Bibliothèque municipale），每周三和六向公众开放。

### 建筑
截至2025年7月，图尔农达日奈境内共有2处建筑被列入法国国家文物保护单位，为圣安德烈德卡拉拜斯教堂和一处中世纪民居。

### 旅游
图尔农达日奈的旅游事务由其所属的菲梅勒洛特河谷市镇公共社区联合各级政府协调负责。2024年，图尔农达日奈境内共有2家酒店共计15间房间；另有1个露营地，可容纳共247辆露营车。

### 媒体
法国主要的媒体均可在图尔农达日奈接收，法国电视三台下属的新阿基坦大区频道在部分时段播出图尔农达日奈所在洛特-加龙省的地方新闻。《西南报》、《阿基坦共和人报》、ARL广播、Ici奥克西塔尼等是当地主要的地方性媒体。

## 友好城市
截至2025年7月，图尔农达日奈暂未建立任何友好城市关系。